# Final del Torneo Apertura 2019 (Panamá)
La final del Torneo Apertura 2019 de Panamá fue un partido único de fútbol que se disputó el 9 de diciembre de 2019 con el objetivo de definir al campeón de la nonagésima (51a.) edición de la Liga Panameña de Fútbol, máxima categoría del fútbol profesional de Panamá. Esta llave representó la última fase del torneo y en ella participaron Costa del Este y Tauro, ganadores de las semifinales, respectivamente.
En esta fase, la regla del gol de visitante no es tenida en cuenta como medida de desempate en caso de empate en goles, hay tiempos extras una vez finalizados los 90 minutos reglamentarios del partido, de persistir el mismo se procede a definir la llave por tiros desde el punto penal.
El ganador de esta llave y, en consecuencia, del campeonato obtuvo el derecho de disputar la Liga Concacaf 2020.

## Llave
|                  | vs. |         |
| ---------------- | --- | ------- |
| Costa del Este 0 | vs. | Tauro 2 |

## Estadios
| Ciudad de Panamá         |
| ------------------------ |
| Estadio Rommel Fernández |
| Capacidad: 32 000        |
|                          |

## Estadísticas

### Resultados previos en las semifinales

#### Costa del Este
| 23 de noviembre de 2019, 18:00 - Semifinal Ida | Plaza Amador | 0:2     | Costa del Este                     | Estadio Maracaná, Ciudad de Panamá                       |                                                          |
|                                                |              | Reporte | 35' V. Pimentel · 41' C. Rodríguez | Asistencia: 1,800 espectadores Árbitro(s): Ameth Sánchez | Asistencia: 1,800 espectadores Árbitro(s): Ameth Sánchez |

| 29 de noviembre de 2019, 18:00 - Semifinal Vuelta | Costa del Este | 1:2 (0:2, 0:0) | Plaza Amador            | Estadio Maracaná, Ciudad de Panamá         |                                            |
|                                                   | 108' Williams  | Reporte        | 54' Waithe · 88' Ceceña | Asistencia: 2,340 espectadores Árbitro(s): | Asistencia: 2,340 espectadores Árbitro(s): |

#### Tauro
| 20 de noviembre de 2019, 20:00 - Play-Off                  | Sporting San Miguelito            | 0:0 (0:0) (2:4 p.)         | Tauro                                            | Estadio Javier Cruz, Ciudad de Panamá                 |                                                       |
|                                                            |                                   | Reporte                    |                                                  | Asistencia: 700 espectadores Árbitro(s): Jafeth Perea | Asistencia: 700 espectadores Árbitro(s): Jafeth Perea |
|                                                            |                                   | Tiros desde el punto penal |                                                  |                                                       |                                                       |
|                                                            | Gómez · Góndola · Santos · Rivera |                            | Mosquera · Góndola · Marsiglia · Sánchez · Catuy |                                                       |                                                       |
| Tauro Fútbol Club avanzó a Semifinales (0-0, 2:4 Penales). |                                   |                            |                                                  |                                                       |                                                       |

| 24 de noviembre de 2019, 17:00 - Semifinal Ida | Tauro | 0:0     | Atlético Independiente | Estadio Rommel Fernández, Ciudad de Panamá            |                                                       |
|                                                |       | Reporte |                        | Asistencia: 1,374 espectadores Árbitro(s): John Pitti | Asistencia: 1,374 espectadores Árbitro(s): John Pitti |

| 30 de noviembre de 2019, 17:00 - Semifinal Vuelta | Atlético Independiente | 0:3     | Tauro                                  | Estadio Agustín Muquita Sánchez, La Chorrera |                         |
|                                                   |                        | Reporte | 10' Marsiglia · 15' Simons · 35' Catuy | Árbitro(s): José Kellys                      | Árbitro(s): José Kellys |
| Tauro Fútbol Club avanzó a la final.              |                        |         |                                        |                                              |                         |

### Estadísticas previas
A continuación se encuentran tabuladas las estadísticas de Junior y América de Cali en las fases previas a la final: todos contra todos y cuadrangulares semifinales. De la siguiente forma:
| Equipos        | PJ | PG | PE | PP | GF | GC | Dif. | Pts. |
| -------------- | -- | -- | -- | -- | -- | -- | ---- | ---- |
| Costa del Este | 18 | 7  | 7  | 3  | 23 | 16 | 7    | 29   |
| Tauro          | 18 | 6  | 6  | 6  | 18 | 19 | -1   | 24   |

## Desarrollo

### Final
| 12    | POR   | Jorginho Frías      |     |
| 3     | DEF   | Édgar Góndola       |     |
| 4     | DEF   | Óscar Linton        |     |
| 78    | DEF   | Ángel Ortega        |     |
| 6     | DEF   | Carlos Rodríguez    | 62' |
| 7     | MED   | Yair Jaén           | 78' |
| 8     | MED   | Manuel Vargas       |     |
| 10    | MED   | Alcides De Los Ríos |     |
| 21    | DEL   | Yairo Yau           |     |
| 20    | DEL   | Valentín Pimentel   |     |
| 27    | DEL   | Edson Samms         | 54' |
| D. T. | D. T. | Juan Vita           |     |

| 30    | POR   | Orlando Mosquera  |     |
| 25    | DEF   | Jan Carlos Vargas |     |
| 2     | DEF   | Rigoberto Niño    |     |
| 3     | DEF   | Jorge Marsiglia   |     |
| 4     | DEF   | Carlos Gallego    |     |
| 23    | MED   | Justin Simons     | 76' |
| 6     | MED   | Rolando Botello   |     |
| 10    | MED   | Marcos Sánchez    |     |
| 7     | DEL   | Julián Zea        | 68' |
| 19    | DEL   | Jair Catuy        |     |
| 37    | DEL   | Irving Gudiño     | 65' |
| D. T. | D. T. | Saúl Maldonado    |     |

| 17 | MED | César Yanis     | 54' |
| 99 | DEL | Newton Williams | 62' |
| 18 | DEL | Sergio Murillo  | 78' |

| 27 | DEF | Iván Anderson  | 65' |
| 5  | DEF | Freddy Góndola | 68' |
| 33 | DEF | Jorge Clement  | 76' |

| 29' · 84' | Jorge Marsiglia Jorge Clement | 0:1 0:2 |

| 90+2' | Manuel Vargas |

| 45' | Justin Simons |

| Principal  | Oliver Vergara   |
| Asistentes | Ronald Bruña     |
|            | Gabriel Victoria |
| Cuarto     | John Pitti       |

| 12    | POR   | Jorginho Frías      |     |
| 3     | DEF   | Édgar Góndola       |     |
| 4     | DEF   | Óscar Linton        |     |
| 78    | DEF   | Ángel Ortega        |     |
| 6     | DEF   | Carlos Rodríguez    | 62' |
| 7     | MED   | Yair Jaén           | 78' |
| 8     | MED   | Manuel Vargas       |     |
| 10    | MED   | Alcides De Los Ríos |     |
| 21    | DEL   | Yairo Yau           |     |
| 20    | DEL   | Valentín Pimentel   |     |
| 27    | DEL   | Edson Samms         | 54' |
| D. T. | D. T. | Juan Vita           |     |

| 30    | POR   | Orlando Mosquera  |     |
| 25    | DEF   | Jan Carlos Vargas |     |
| 2     | DEF   | Rigoberto Niño    |     |
| 3     | DEF   | Jorge Marsiglia   |     |
| 4     | DEF   | Carlos Gallego    |     |
| 23    | MED   | Justin Simons     | 76' |
| 6     | MED   | Rolando Botello   |     |
| 10    | MED   | Marcos Sánchez    |     |
| 7     | DEL   | Julián Zea        | 68' |
| 19    | DEL   | Jair Catuy        |     |
| 37    | DEL   | Irving Gudiño     | 65' |
| D. T. | D. T. | Saúl Maldonado    |     |

| 17 | MED | César Yanis     | 54' |
| 99 | DEL | Newton Williams | 62' |
| 18 | DEL | Sergio Murillo  | 78' |

| 27 | DEF | Iván Anderson  | 65' |
| 5  | DEF | Freddy Góndola | 68' |
| 33 | DEF | Jorge Clement  | 76' |

| 29' · 84' | Jorge Marsiglia Jorge Clement | 0:1 0:2 |

| 90+2' | Manuel Vargas |

| 45' | Justin Simons |

| Principal  | Oliver Vergara   |
| Asistentes | Ronald Bruña     |
|            | Gabriel Victoria |
| Cuarto     | John Pitti       |

| 12    | POR   | Jorginho Frías      |     |
| 3     | DEF   | Édgar Góndola       |     |
| 4     | DEF   | Óscar Linton        |     |
| 78    | DEF   | Ángel Ortega        |     |
| 6     | DEF   | Carlos Rodríguez    | 62' |
| 7     | MED   | Yair Jaén           | 78' |
| 8     | MED   | Manuel Vargas       |     |
| 10    | MED   | Alcides De Los Ríos |     |
| 21    | DEL   | Yairo Yau           |     |
| 20    | DEL   | Valentín Pimentel   |     |
| 27    | DEL   | Edson Samms         | 54' |
| D. T. | D. T. | Juan Vita           |     |

| 30    | POR   | Orlando Mosquera  |     |
| 25    | DEF   | Jan Carlos Vargas |     |
| 2     | DEF   | Rigoberto Niño    |     |
| 3     | DEF   | Jorge Marsiglia   |     |
| 4     | DEF   | Carlos Gallego    |     |
| 23    | MED   | Justin Simons     | 76' |
| 6     | MED   | Rolando Botello   |     |
| 10    | MED   | Marcos Sánchez    |     |
| 7     | DEL   | Julián Zea        | 68' |
| 19    | DEL   | Jair Catuy        |     |
| 37    | DEL   | Irving Gudiño     | 65' |
| D. T. | D. T. | Saúl Maldonado    |     |

| 17 | MED | César Yanis     | 54' |
| 99 | DEL | Newton Williams | 62' |
| 18 | DEL | Sergio Murillo  | 78' |

| 27 | DEF | Iván Anderson  | 65' |
| 5  | DEF | Freddy Góndola | 68' |
| 33 | DEF | Jorge Clement  | 76' |

| 29' · 84' | Jorge Marsiglia Jorge Clement | 0:1 0:2 |

| 90+2' | Manuel Vargas |

| 45' | Justin Simons |

| Principal  | Oliver Vergara   |
| Asistentes | Ronald Bruña     |
|            | Gabriel Victoria |
| Cuarto     | John Pitti       |

| 12    | POR   | Jorginho Frías      |     |
| 3     | DEF   | Édgar Góndola       |     |
| 4     | DEF   | Óscar Linton        |     |
| 78    | DEF   | Ángel Ortega        |     |
| 6     | DEF   | Carlos Rodríguez    | 62' |
| 7     | MED   | Yair Jaén           | 78' |
| 8     | MED   | Manuel Vargas       |     |
| 10    | MED   | Alcides De Los Ríos |     |
| 21    | DEL   | Yairo Yau           |     |
| 20    | DEL   | Valentín Pimentel   |     |
| 27    | DEL   | Edson Samms         | 54' |
| D. T. | D. T. | Juan Vita           |     |

| 30    | POR   | Orlando Mosquera  |     |
| 25    | DEF   | Jan Carlos Vargas |     |
| 2     | DEF   | Rigoberto Niño    |     |
| 3     | DEF   | Jorge Marsiglia   |     |
| 4     | DEF   | Carlos Gallego    |     |
| 23    | MED   | Justin Simons     | 76' |
| 6     | MED   | Rolando Botello   |     |
| 10    | MED   | Marcos Sánchez    |     |
| 7     | DEL   | Julián Zea        | 68' |
| 19    | DEL   | Jair Catuy        |     |
| 37    | DEL   | Irving Gudiño     | 65' |
| D. T. | D. T. | Saúl Maldonado    |     |

| 17 | MED | César Yanis     | 54' |
| 99 | DEL | Newton Williams | 62' |
| 18 | DEL | Sergio Murillo  | 78' |

| 27 | DEF | Iván Anderson  | 65' |
| 5  | DEF | Freddy Góndola | 68' |
| 33 | DEF | Jorge Clement  | 76' |

| 29' · 84' | Jorge Marsiglia Jorge Clement | 0:1 0:2 |

| 90+2' | Manuel Vargas |

| 45' | Justin Simons |

| Principal  | Oliver Vergara   |
| Asistentes | Ronald Bruña     |
|            | Gabriel Victoria |
| Cuarto     | John Pitti       |

## Campeón
| Bandera de Panamá                             |
| Campeón Tauro Fútbol Club Decimoquinto título |